# Monte Bolón
El monte Bolón o sierra de Bolón es una elevación montañosa del término municipal de Elda, en la provincia de Alicante, Comunidad Valenciana, España, que alcanza los 652 m s. n. m. Se trata de una pequeña sierra englobada en los sistemas Prebéticos que se extiende al oeste de dicha población, muy próxima al núcleo urbano. Su vegetación es mayoritariamente esteparia, con abundancia de matorrales, pero contando también con ejemplares de pino carrasco. Cerca de la cima, y sobre unas formaciones rocosas, el Centro Excursionista Eldense erigió una cruz en memoria de los montañeros fallecidos.

## Yacimientos de la Edad del Bronce
En la ladera sur de la sierra, en la zona conocida como peñón del Trinitario (ya que recuerda a la figura de un monje), han aparecido restos de un poblado de la Edad del Bronce, así como una necrópolis de esa época. El enterramiento más famoso se descubrió en 1975, consistiendo en los restos óseos de un niño de corta edad descansando sobre una bolsa de esparto, material que fue datado en el año 1700 a. C.

## Antorchas en la noche de Reyes
Ininterrumpídamente desde el año 1959, todas las noches del día 5 de enero una comitiva formada por voluntarios del Centro Excursionista Eldense y demás ciudadanos que deseen participar libremente, realizan un descenso con antorchas desde la cima del monte. El fuego proviene de una hoguera que se enciende previamente en lo alto de la montaña. La fila de antorchas simboliza la estrella que guio a los Reyes Magos hacia el portal de Belén, y es el preludio de la Cabalgata de Reyes que se realiza anualmente en la ciudad, como ocurre en otras muchas poblaciones de España.